# مارینا آسویان
مارینا آسویان (ارمنی: Մարինա Ասոյան؛ ۱۷ اوت ۲۰۰۳) اسکیت‌باز نمایشی زن اهل ارمنستان است.